# Proyecto de Recuperación del Lago Chad
El proyecto de reabastecimiento del lago Chad es un importante plan de desvío de agua propuesto para desviar el agua de la cuenca del río Congo al lago Chad para evitar que se seque. Se han propuesto varias versiones. La mayoría implicaría represar algunos de los afluentes del río Congo y canalizar parte del agua hacia el lago Chad a través de un canal hasta la cuenca del río Chari.
Fue propuesto por primera vez en 1929 por Herman Sörgel como parte de su proyecto Atlantropa, como una forma de regar el Sahara. En la década de 1960, el lago Chad comenzó a secarse y la idea revivió como una solución a ese problema.
Los miembros de la Comisión Internacional de la Cuenca del Lago Chad son Chad, la República Centroafricana, Nigeria, Camerún y Níger . Preocupado por la reducción de la superficie del lago de 20 000 kilómetros cuadrados (7722,0 mi²) en 1972 a 2000 kilómetros cuadrados (772,2 mi²) en 2002, se reunieron en enero de 2002 para discutir el proyecto. Tanto el ADB como el Banco Islámico de Desarrollo expresaron interés en el proyecto. Sin embargo, los Estados miembros de la Comisión Internacional de la Cuenca Congo-Ubangi-Sangha (Congo-Kinshasa, Congo-Brazzaville y República Centroafricana) expresaron su preocupación de que el proyecto reduciría el potencial energético de la represa hidroeléctrica Inga, afectaría la navegación en el ríos Ubangi y Congo y reduciría las capturas de peces en estos ríos. Sin embargo, incluso las propuestas más grandes desviarían menos del 8% del agua del Congo, mientras que el 92-95% restante no solo llegaría a Inga, sino que produciría electricidad dos veces, primero en las nuevas represas y finalmente en Inga.
En 2011, la empresa canadiense CIMA, bajo contrato de la Comisión de la Cuenca del Lago Chad, elaboró un estudio de viabilidad de varias versiones del proyecto.

## Bombeo desde Ubangi
Hay varias propuestas para desviar agua del río Ubangi, el mayor afluente del Congo. Esto requiere bombear el agua unos 180 m cuesta arriba, por lo que requiere una fuente de energía, ya sea hidroeléctrica o solar. El estudio de CIMA consideró una versión utilizando una presa en el Ubangi para generar 360 MW de potencia, 250 MW de los cuales se utilizarían para bombear agua. Se estimó entregar 91 m 3 /s de agua al Chari a un costo de $10 mil millones.
Una variante de esta idea sería bombear agua del Ubangi utilizando energía solar en lugar de energía hidroeléctrica, para evitar el gasto y la interrupción de una presa.

## Represa sobre el Kotto
El estudio de factibilidad de CIMA también consideró el desvío de agua de una represa en el río Kotto, un afluente del Ubangi, cerca de Bria. La posición relativa es lo suficientemente elevada como para mover el agua al Chari por gravedad, sin necesidad de bombeo. Se estimó entregar 108 m 3 /s a un costo de $4.5 mil millones.

## Transaqua

Transaqua (en rojo).

La propuesta más ambiciosa, denominada Transaqua, fue realizada por un equipo de ingenieros de la firma Bonifica. dirigido por el Dr. Marcello Vichi, Represaría no solo el Kotto sino también los otros afluentes  hacia el sur, incluidos los de mayor caudal Mbomou, Uele y Aruwimi . El agua sería transportada hacia el norte por un canal navegable de 2400 km a lo largo de una línea de contorno, que generaría hidroelectricidad en varios puntos a lo largo de su longitud. Estos alimentarían nuevos municipios industriales, mientras que el canal reabastecería el lago. El agua total suministrada sería de más de 1500 m 3 /s, lo que representa entre el 5 y el 8 % del caudal medio del Congo y más que el caudal total actual del lago Chad. Pero el costo sería más de $ 50 mil millones.
Inicialmente, se consideró poco probable que este plan se materializara hasta 2005. Fue rechazado a favor de un esquema más pequeño de transferencia de agua desde Ubangi. La Comisión de la Cuenca del Lago Chad, sin embargo, consideró que el proyecto, que consistía en bombear agua hacia arriba desde el río Ubangi, no era suficiente para reabastecer el lago Chad, y adoptó a Transaqua como el "único proyecto factible" en la Conferencia Internacional sobre el Lago Chad, el 26 a 28 de febrero de 2018.
Después de la ICLC, los representantes de la LCBC y el gobierno italiano firmaron un memorando de entendimiento para la financiación inicial del estudio de viabilidad de Transaqua el 16 de octubre de 2018.
El 16 de diciembre de 2019, una enmienda presentada por el senador italiano Tony Iwobi a la ley de presupuesto italiana de 2021 incluyó una financiación de 1,5 millones de euros para el estudio de viabilidad.
El 13 de noviembre de 2020, el ex primer ministro italiano, que en aquel momento era jefe de la Comisión de la UE y enviado especial de la ONU para el Sahel Romano Prodi declaró que las poblaciones alrededor del lago Chad no podían esperar más y pidió a la UE, la ONU, la Organización para la Unidad Africana y China a unirse para financiar y construir Transaqua.
Se ha atribuido un gran mérito para el éxito de Transaqua a los activistas del movimiento LaRouche.

### Vía navegable interior alternativa

Río Congo, sistema de navegación interior.

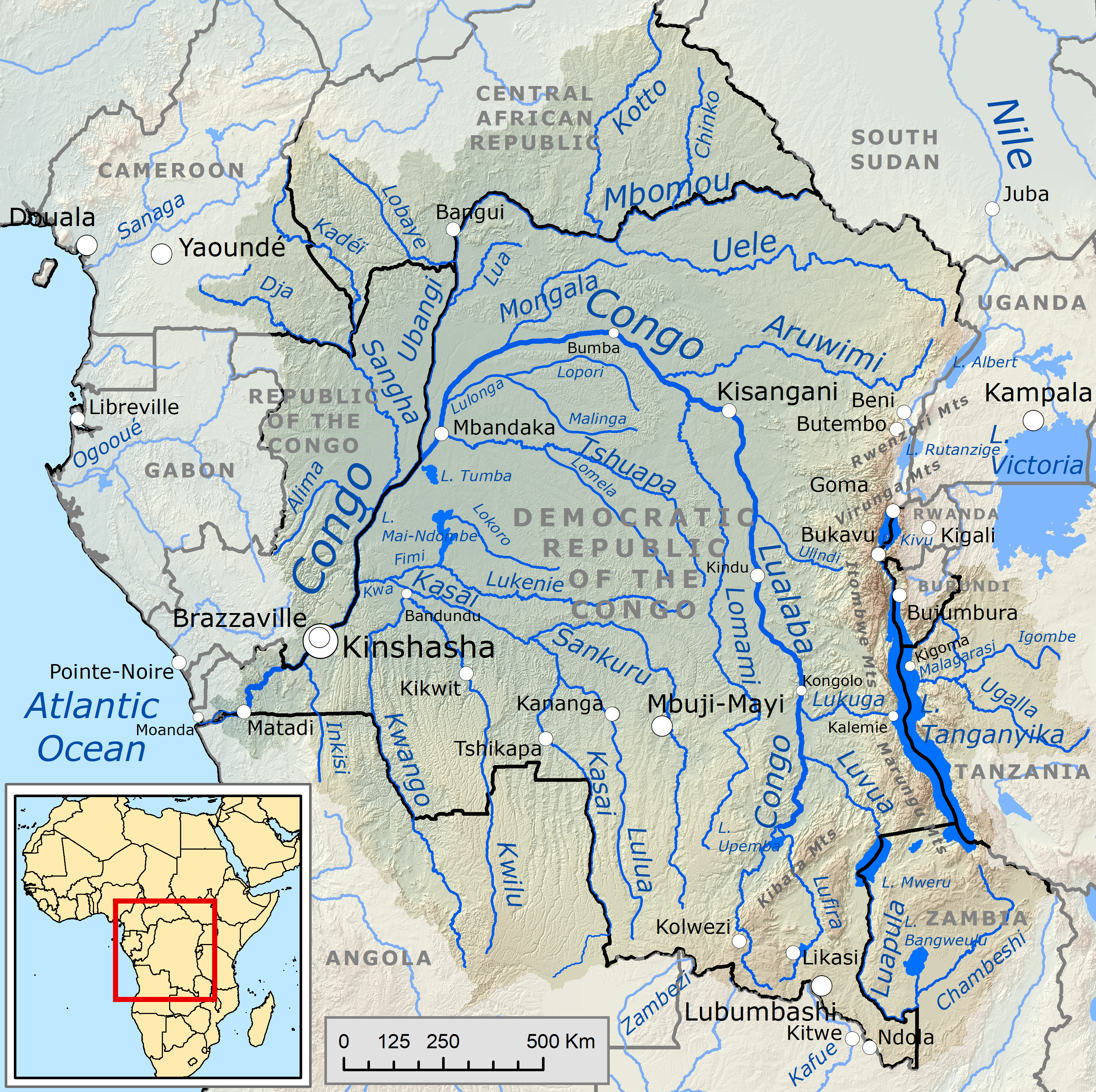
La cuenca de drenaje del río Congo.

Además de mover el agua, esta propuesta crearía una vía navegable interior desde el río Ubangi hasta el río Chari, un canal de alrededor de 366 km, desde el río Gigi (cerca de Djoukou – Galabadja en Kémo), a través de Sibut, Bouca y luego a Batangafo. (sobre el río Boubou y hacia el río Ouham y luego el río Chari).
Este camino es el mismo utilizado por el estudio CIMA (caudal de agua 100 m 3 /s, el mismo que el Canal de Moscú), solo dimensionando el canal y adecuando el río y las esclusas para el apoyo de los barcos.

#### Vía navegable interior Chad-Congo
Esta vía fluvial podría unir el lago Chad con el sistema de navegación interior del río Congo y el transporte fluvial en la República Democrática del Congo.
El sistema de vías navegables en el Congo se puede mejorar desde Kinshasa hasta el puerto marítimo de Matadi, ya previsto como una opción en el proyecto de presas de Inga.
Además de ser "factible" desde el lago Mweru (ciudad de Pweto) a través del río Luvua hasta Ankoro (que requiere represas y un elevador de barcos en las cataratas Boyoma, como el elevador de barcos de la presa de las Tres Gargantas), o la vía fluvial hacia el lago Tanganica en Kalemie a través del río Lukuga hasta Kabalo (pueblo de Zanza), ahora conectado por ferrocarril.
- Descripción de las vías navegables interiores en el Congo del Centro Conjunto de Logística de la ONU

#### Otros canales principales del mundo
Un canal de Ubangi a Chari es el doble de la distancia del canal Rin-Meno-Danubio, pero la mitad de la distancia de la vía marítima del San Lorenzo que une la vía fluvial de los Grandes Lagos (vía fluvial de Nueva Orleans a Quebec), tres veces el canal de Moscú (100 –130 m 3 /s) o Volga–Don Canal, un tercio de la Vía Fluvial Volga–Báltico (que forman el Sistema Unificado de Aguas Profundas de la Rusia Europea ), y 5 veces más corto que el Gran Canal de 1974 km (China) (construido durante la dinastía Sui).